# Municipio de Daily
El municipio de Daily (en inglés: Daily Township) es un municipio ubicado en el condado de Dixon en el estado estadounidense de Nebraska. En el año 2010 tenía una población de 65 habitantes y una densidad poblacional de 0,7 personas por km².

## Geografía
El municipio de Daily se encuentra ubicado en las coordenadas 42°33′45″N 96°56′49″O / 42.56250, -96.94694. Según la Oficina del Censo de los Estados Unidos, el municipio tiene una superficie total de 92.75 km², de la cual 92,67 km² corresponden a tierra firme y (0,09 %) 0,08 km² es agua.

## Demografía
Según el censo de 2010, había 65 personas residiendo en el municipio de Daily. La densidad de población era de 0,7 hab./km². De los 65 habitantes, el municipio de Daily estaba compuesto por el 100 % blancos. Del total de la población el 0 % eran hispanos o latinos de cualquier raza.